# The Spine
The Spine è il decimo album in studio del gruppo musicale statunitense di rock alternativo They Might Be Giants, pubblicato nel 2004.

## Tracce
1. Experimental Film – 2:54
2. Spine – 0:31
3. Memo to Human Resources – 1:56
4. Wearing a Raincoat – 3:07
5. Prevenge – 2:41
6. Thunderbird – 2:34
7. Bastard Wants to Hit Me – 2:13
8. The World Before Later On – 1:49
9. Museum of Idiots – 2:59
10. It's Kickin' In – 1:58
11. Spines – 0:23
12. Au Contraire – 2:20
13. Damn Good Times – 2:33
14. Broke in Two – 2:55
15. Stalk of Wheat – 1:24
16. I Can't Hide from My Mind – 2:40